# Yili Group
Yili Group (伊利集团, полное название — Inner Mongolia Yili Industrial Group Company Limited) — крупнейшая китайская молочная компания (её основным конкурентом на внутреннем рынке является компания Mengniu Dairy). Основана в 1993 году, штаб-квартира расположена в Хух-Хото (Внутренняя Монголия), акции компании котируются на Шанхайской фондовой бирже. Yili Group входит в число крупнейших компаний Китая и мира, а бренд Yili входит в тройку лучших пищевых брендов мира.
По состоянию на 2018 год выручка Inner Mongolia Yili Industrial Group составляла 11,9 млрд долл., прибыль — 0,97 млрд долл., активы — 6,9 млрд долл., рыночная стоимость — 27,9 млрд долл., в компании работало свыше 56 тыс. сотрудников. Производственные мощности Yili Group расположены в Китае (Внутренняя Монголия, Синьцзян) и Новой Зеландии, научно-исследовательские центры базируются в Вагенингене (Нидерланды) и Крайстчерче (Новая Зеландия).

## История
В 1956 году в районе Хуэйминь была создана скотоводческая бригада, которую в 1958 году преобразовали в кооперативную молочную ферму. В 1993 году на базе фермы была основана компания Yili, которая начала разлив молока в упаковку Tetra Pak.
В 2005 году Yili начала производство йогурта. В 2008 году Yili Group выступила официальным спонсором Пекинской летней Олимпиады. Осенью того же года компания оказалась вовлечённой в Меламиновый скандал, связанный с отравлением молочных продуктов опасными для здоровья добавками. В связи с этим в 2010 году Yili Group провела полный ребрендинг.
В 2013 году Yili Group приобрела новозеландскую молочную компанию Oceania Dairy, а в 2019 году — второй по величине молочный кооператив Новой Зеландии Westland Milk Products. В 2020 году бренд Yili стал самым дорогим молочным брендом в мире, потеснив на второе место Danone (за год стоимость бренда выросла на 13 % и составила 8,644 млрд долл.).
За первые шесть месяцев 2021 года чистая прибыль Yili Group выросла на 42,48 % в годовом исчислении, достигнув 5,32 млрд юаней (около 822 млн долл. США), а выручка составила 56,51 млрд юаней (+ 18,89 % по сравнению с тем же периодом 2020 года).
По итогам 2021 года общий операционный доход Yili Industrial Group составил 110,6 млрд юаней (16,83 млрд долл. США), увеличившись на 14,15 % в годовом исчислении; чистая прибыль достигла 8,73 млрд юаней (+ 23 %). Доходы Yili от бизнеса по производству жидкого молока составили 84,91 млрд юаней (+ 11,54 %), а доходы от производства сухого молока и молочных продуктов — 16,21 млрд юаней (+ 25,8 %). Корпорация экспортировала свою продукцию в более чем 60 стран и регионов мира, а выручка от операций за рубежом выросла на 8 % в годовом исчислении. Инвестиции Yili в научные исследования и разработки достигли 601 млн юаней, увеличившись на 23,4 % в годовом исчислении.
В первой половине 2023 года совокупные операционные доходы Yili Industrial Group составили 66,2 млрд юаней (9,22 млрд долл. США), что на 4,31 % больше, чем за аналогичный период 2022 года (доходы от продажи жидкого молока превысили 42,42 млрд юаней, а доходы от производства сухого молока и молочных продуктов составили свыше 13,52 млрд юаней); чистая прибыль компании выросла на 2,85 % в годовом исчислении до 6,31 млрд юаней; выручка компании от деятельности на зарубежных рынках увеличилась на 19,9 % в годовом исчислении.

## Продукция

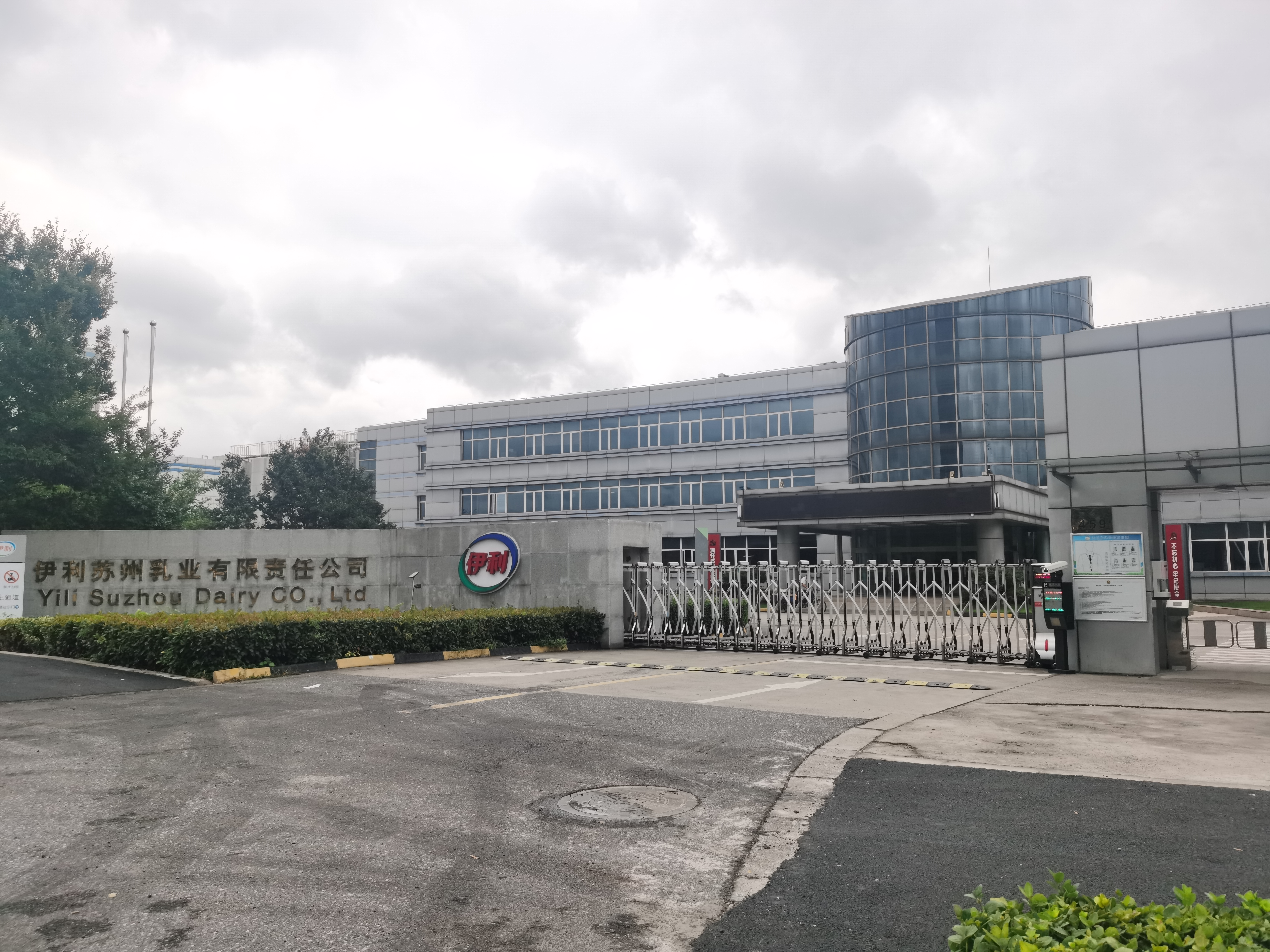
Фабрика Yili Group в Сучжоу

Предприятия Yili Group выпускают питьевое, стерилизованное и сухое молоко, детское питание, молочные и прохладительные напитки (в том числе напитки для школьников, диабетиков и пожилых людей), соевое молоко, йогурт, сыр, мороженое, молочный чай, оздоровительные (витаминизированные) напитки, сухие соевые и молочные закуски.

## Акционеры
Среди крупнейших акционеров Yili Group — Комитет по контролю и управлению имуществом города Хух-Хото (9,1 %), Пань Ган (4 %), China Securities Finance Corp (3,1 %), Orient Securities Asset Management (2,4 %), Sunshine Life Insurance (1,8 %).